# 2014 у праві
Ця стаття присвячена головним подіям у галузях правотворчості, правосуддя, правозастосування та юриспруденції в 2014 році.

## Події у світі

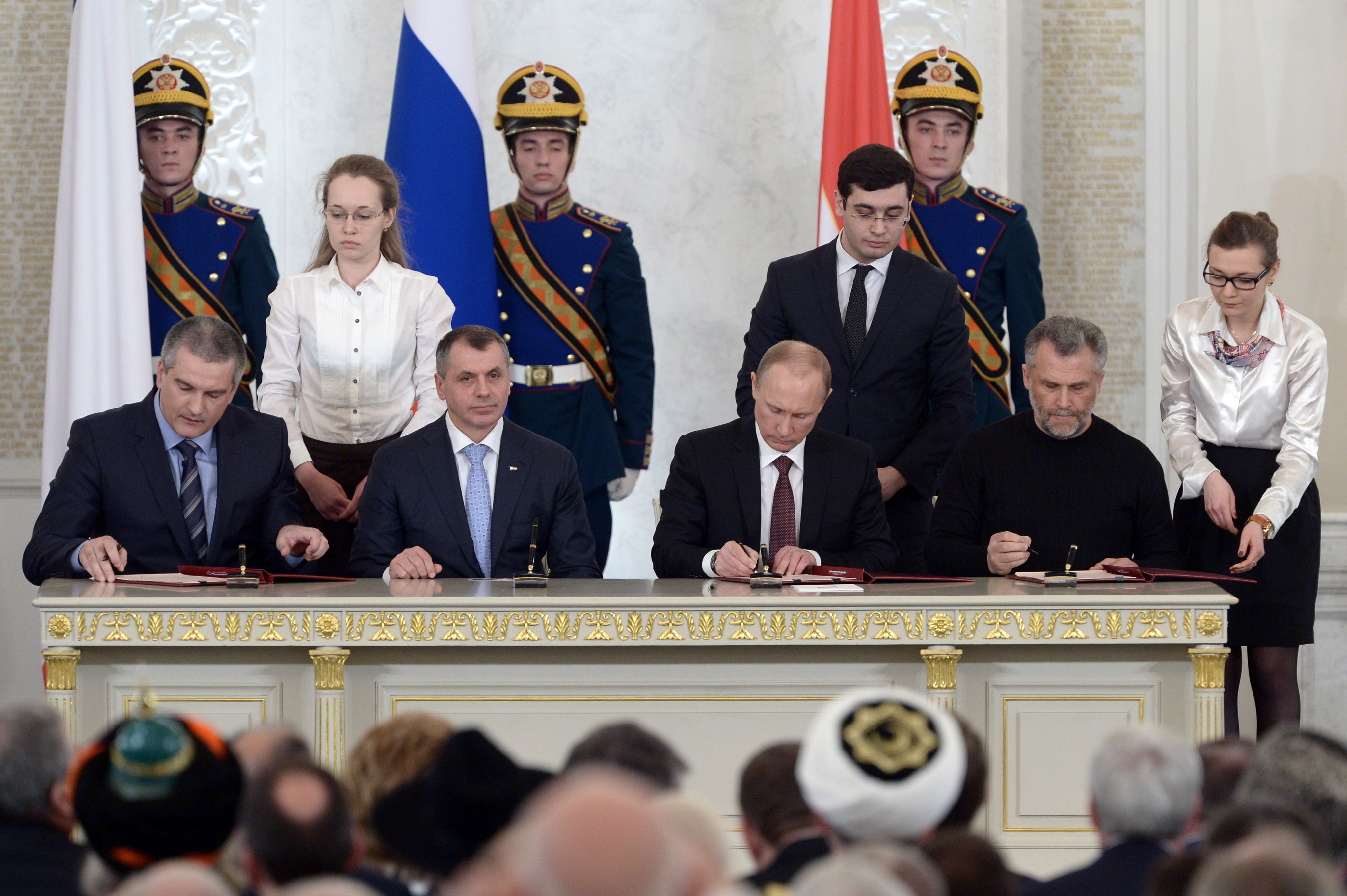
Підписання Договору про приєднання Криму до РФ

- 14-15 січня — 98 % єгиптян на референдумі підтримали проект нової конституції[1].
- 16 січня — Каталонський парламент проголосував за референдум про незалежність від Іспанії[2].
- 26 січня — Національна асамблея Тунісу прийняла демократичну конституцію[3].
- 9 лютого — у Швейцарії 50,3 % учасників референдуму підтримали квоти для обмеження приплив робочої сили з інших країн[4].
- 20 лютого — Велика Британія відновила дипломатичні відносини з Іраном[5]
- 15 березня — Росія використала право вето в Раді Безпеки ООН, чим заблокувала ухвалення резолюції проти кримського «референдуму»[6].

- 18 березня — у Кремлі підписали так звану угоду про приєднання Криму та Севастополя до Росії, її скріпив підписом президент Путін, спікер розпущеної Верховної ради Криму Володимир Константинов, прем'єр Сергій Аксьонов, мер Севастополя Олексій Чалий[7].
- 21 березня — Конституційний суд Таїланду визнав недійсними результати парламентських виборів, що пройшли 2 лютого[8].
- 28 квітня — Європейський союз увів безвізовий режим з Молдовою[9].
- 22 травня — у Таїланді стався військовий переворот, головнокомандувач перебрав контроль над урядом і призупинив дію конституції країни[10].
- 12 червня — Суд загальної юрисдикції (ЄС) підтримав рішення про штраф компанії Intel у розмірі $1,43 млрд за зловживання позицією лідера на ринку мікропроцесорів[11].
- 1 липня — вперше після закінчення Другої світової війни японський уряд на чолі з прем'єром Сіндзо Абе дозволив застосовувати війська за кордоном[12] «у рамках колективної оборони для захисту дружніх держав».
- 28 липня — Третейський суд у Гаазі ухвалив рішення у справі колишніх акціонерів ЮКОСа проти Росії. Суд постановив, що Росія порушувала Енергетичну хартію, і фактично реквізувала нафтокомпанію, та присудив компенсацію в розмірі $50 млрд[13].
- 1 серпня — Європейський Союз увів санкції третього рівня щодо Росії через її політику стосовно України.
- 7 серпня — уряд Росії ввів повну заборону на поставки яловичини, свинини, м'яса птиці, риби, сирів, молока та плодоовочевої продукції з Австралії, Канади, ЄС, США та Норвегії терміном на один рік[14]; заборонив літати українським авіакомпаніям над територією РФ[15].

Результати шотландського референдуму. Червоний — залишитися, зелений — вийти.

- 18 вересня — 55 % шотландців висловилися за єдність з Великою Британією на референдумі[16].
- 30 жовтня — Швеція офіційно визнала Палестину[17].
- 17 грудня — Європарламент визнав Палестинську державу[18].
- 18 грудня — Європейський союз заборонив інвестиції в окупований Крим[19].

## Міжнародні документи
- 10 лютого — Угода про вільну торгівлю між Австралією та Південною Кореєю (набрала чинності 12 грудня).
- 11 березня — Угода про вільну торгівлю між Канадою та Південною Кореєю (набрала чинності 1 січня 2015).
- 27 березня — Генеральна асамблея ООН прийняла резолюцію на підтримку територіальної цілісності України та про визнання недійсним «референдуму» в Криму[20][21].
- 10 квітня — ПАРЄ позбавила Росію права голосу, можливості участі в обранні суддів і генерального секретаря Ради Європи, заборонила Росії брати участь у керівних органах ПАРЄ та спостережних місіях до кінця 2014 року[22]. Згодом ці санкції неодноразово продовжувались.
- 29 травня — президенти Росії, Білорусі і Казахстану підписали договір про утворення Євразійського економічного союзу[23].
- 27 червня:
  - Угоду про асоціацію з ЄС підписала Грузія;
  - Угоду про асоціацію з ЄС підписала Молдова[24].
- 8 липня — Японсько-австралійська угода про економічне партнерство (набрала чинності 15 січня 2015).
- 15 липня — Угода про Новий банк розвитку підписана Бразилією, Росією, Індією, Китаєм та Південною Африкою на VI саміті БРІКС.
- 18 вересня — Конвенція Ради Європи про маніпулювання спортивними змаганнями, підписана 15-ма державами в Евіларі, кантон Берн, Швейцарія.
- 29 жовтня — на Глобальному форумі з прозорості та обміну інформацією в податкових цілях представники 51-ї країни підписали угоду, що передбачає щорічний автоматичний обмін даними про рахунки нерезидентів. Рішення означає відмову від банківської таємниці в її колишній формі[25].
- 10 грудня — Конвенція Організації Об'єднаних Націй про прозорість в контексті арбітражних розглядів між інвесторами та державами на основі міжнародних договорів. Прийнята Генеральною Асамблеєю Організації Об'єднаних Націй (англ. United Nations Convention on Transparency in Treaty-based Investor-State Arbitration)[26] (набрала чинності 18 жовтня 2017).
- 15 грудня — Угода про статус та функції Міжнародної комісії з питань зниклих безвісти (англ. Agreement on the status and functions of the International Commission on Missing Persons) підписана Бельгією, Чилі, Кіпром, Сальвадором, Люксембургом, Нідерландами, Сербією, Швецією, Великою Британією в Брюсселі.

## Право України

### Події

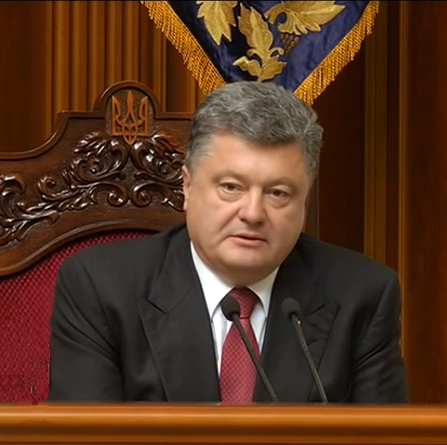
Петро Порошенко

- 16 січня — фракції регіоналів і комуністів у Верховній Раді у ручному режимі прийняли пакет законів, що відкривали шлях до свавілля влади проти громадянського суспільства[27].

- 19 січня — початок масових заворушень на Грушевського, викликаних обуренням «диктаторськими законами» Януковича.
- 28 січня — президент України Віктор Янукович відправив у відставку уряд Миколи Азарова.

- 21 лютого:

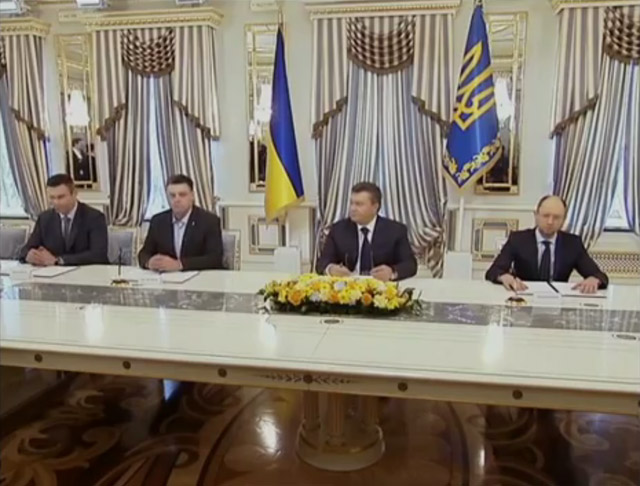
Підписання Угоди про врегулювання кризи в Україні

  - в будинку Адміністрації Президента України підписана Угода про врегулювання кризи в Україні[28] між президентом Януковичем та лідерами опозиції Віталієм Кличком, Арсенієм Яценюком, Олегом Тягнибоком.
  - Верховна Рада повернула дію Конституції 2004 року (див.)[29].
- 22 лютого — Верховна Рада:
  - відкликала Володимира Рибака з посади голови парламенту[30];

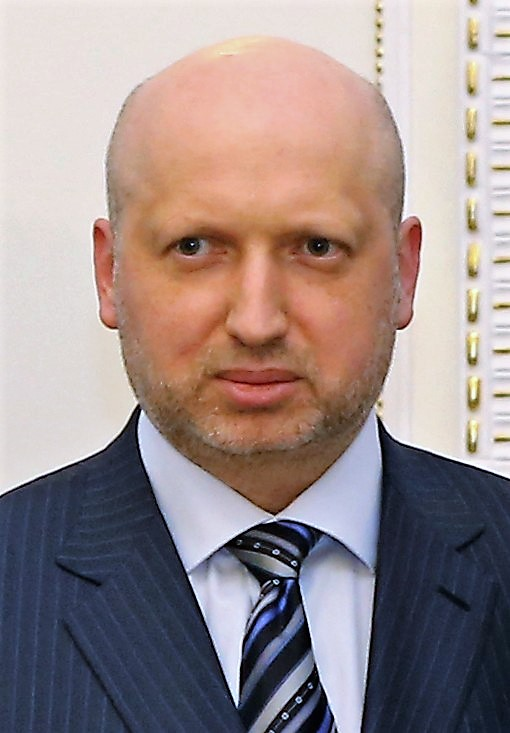
Олександр Турчинов

- - обрала Олександра Турчинова головою парламенту[31];
  - доручила Олександрові Турчинову до формування коаліційного Уряду координувати та спрямовувати роботу Кабінету Міністрів України[32];
  - постановила, що Президент України В. Янукович у неконституційний спосіб самоусунувся від здійснення конституційних повноважень та є таким, що не виконує свої обов'язки[33];
  - призначила позачергові вибори Президента України на 25 травня 2014 року[34][33];
  - висловила недовіру Генеральному прокурору Віктору Пшонці[35].

- 23 лютого — Олександр Турчинов почав виконувати обов'язки Президента України згідно із статтею 112 Конституції України[36].

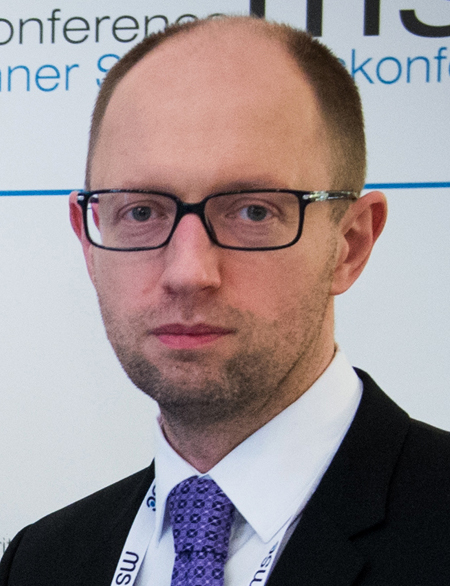
Арсеній Яценюк

- 27 лютого — Верховна Рада призначила Арсенія Яценюка головою уряду.
- 6 березня — Верховна Рада Автономної Республіки Крим ухвалила неконституційне рішення приєднати Крим до РФ і винесла на референдум 16 березня два альтернативні питання:

| 1) Ви за возз'єднання Криму з Росією на правах суб'єкта Російської Федерації? 2) Ви за відновлення дії Конституції Республіки Крим 1992 року і за статус Криму як частини України?[37] |
- 11 березня — Верховна Рада АР Крим прийняла неконституційну Декларацію незалежності Автономної Республіки Крим та міста Севастополя[38].
- 15 березня — Верховна Рада України розпустила Верховну Раду АР Крим[37].
- 16 березня — в умовах російської окупації відбувся «лже-референдум» про статус Криму.

- 17 березня — указом виконувача обов'язків Президента України Олександра Турчинова оголошена перша хвиля часткової мобілізації[39].
- 13 квітня — оголошено про початок антитерористичної операції без введення воєнного стану із залученням Збройних сил України[40].
- 1 травня — відновлення призову до Збройних сил України згідно з указом в.о. Президента України Олександра Турчинова[41].
- 6 травня — указом в.о. Президента України Олександра Турчинова оголошена друга хвиля часткової мобілізації[42].

- 25 травня — в Україні на дострокових президентських виборах у першому турі переміг Петро Порошенко з результатом 54,70 % голосів.
- 3 червня — Верховна Рада ввела мораторій на стягнення застави, наданої в забезпечення за кредитами в іноземній валюті[43].
- 7 червня — відбулася інавгурація п'ятого Президента України Петра Порошенка[44]. Олександр Турчинов перестав виконувати обов'язки глави держави згідно зі статтею 112 Конституції України.
- 12 червня — Вища рада юстиції оприлюднила офіційне повідомлення про утворення Тимчасової спеціальної комісії з перевірки суддів судів загальної юрисдикції[45].
- 19—20 червня — XII позачерговий з'їзд суддів України (1 частина).
- 21 липня — указом Президента України Петра Порошенка оголошена третя хвиля часткової мобілізації[46].
- 25—26 вересня — XII позачерговий з'їзд суддів України (2 частина).
- 26 жовтня — позачергові парламентські вибори в Україні.
- 27 листопада:
  - Головою Верховної Ради України обраний Володимир Гройсман;
  - Арсеній Яценюк вдруге очолив Кабінет Міністрів;
  - на переговорах у Мінську між представниками ОБСЄ, України, Росії, та за участі представників ДНР та ЛНР підписаний Мінський протокол. Оголошене тимчасове перемир'я у війні на сході України.
- 9 грудня — новий склад Вищої кваліфікаційної комісії суддів України зібрався на перше засідання і обрав головою цього органу Сергія Козьякова[47].

### Міжнародні договори України

Україна та Європейський Союз

- 21 березня — Україна та Європейський Союз підписали політичну частину Угоди про асоціацію[48].
- 31 березня — Державна дума Росії після анексії Криму в односторонньому порядку денонсувала угоди про базування Чорноморського флоту РФ на території України[49].
- 17 квітня — Україна приєдналася до Будапештської конвенції про договір перевезення вантажів внутрішніми водними шляхами (КПВВ), учиненої 22 червня 2001 року в м. Будапешті (англ. Budapest Convention on the Contract for the Carriage of Goods by Inland Waterways (CMNI))[50].
- 15 травня — Верховна Рада ратифікувала Договір про дружбу і співробітництво між Україною і Китайською Народною Республікою, вчинений 5 грудня 2013 року у м. Пекіні[51].
- 27 червня — Україна та ЄС підписали Угоду про асоціацію в повному обсязі[52].
- 16 вересня — Верховна Рада та Європейський парламент синхронно ратифікували Угоду про асоціацію між Україною та ЄС[53], президент Порошенко підписав закон про ратифікацію[54][55].

### Найпомітнішізакони
- 16 січня — «Диктаторські закони»:
  - Про внесення змін до Закону України «Про судоустрій і статус суддів» та процесуальних законів щодо додаткових заходів захисту безпеки громадян[56]
  - Про внесення змін до деяких законодавчих актів України щодо відповідальності за вчинення адміністративних правопорушень під час проведення футбольних матчів[57]
  - Про внесення змін до деяких законодавчих актів України щодо відповідальності за адміністративні правопорушення у сфері забезпечення безпеки дорожнього руху, зафіксовані в автоматичному режимі[58]
  - Про внесення змін до Регламенту Верховної Ради України[59]
  - Про внесення змін до Кримінального процесуального кодексу України щодо заочного кримінального провадження[60]
- 28 січня — [Про скасування диктаторських законів — перший][61]
- 21 лютого:
  - Про відновлення дії окремих положень Конституції України[62]
  - Про недопущення переслідування та покарання осіб з приводу подій, які мали місце під час проведення мирних зібрань, та визнання такими, що втратили чинність, деяких законів України[63]
- 23 лютого — [Про скасування диктаторських законів — другий][64]
- 27 лютого — Про Кабінет Міністрів України[65]
- 28 лютого — Про реабілітацію осіб на виконання рішень Європейського суду з прав людини[66]
- 13 березня — Про Національну гвардію України[67]
- 27 березня — Про запобігання фінансової катастрофи та створення передумов для економічного зростання в Україні[68]
- 8 квітня — Про відновлення довіри до судової влади в Україні[69]
- 10 квітня — Про здійснення державних закупівель[70] (втратив чинність 01.08.2016)
- 15 квітня — Про забезпечення прав і свобод громадян та правовий режим на тимчасово окупованій території України[71]
- 17 квітня:
  - Про відновлення прав осіб, депортованих за національною ознакою[72]
  - Про Суспільне телебачення і радіомовлення України[73]
- 5 червня:
  - Про метрологію та метрологічну діяльність[74]
  - Про стандартизацію[75]
- 17 червня — Про співробітництво територіальних громад[76]
- 1 липня:
  - Про державну допомогу суб'єктам господарювання[77]
  - Про вищу освіту[78]
- 12 серпня:
  - Про здійснення правосуддя та кримінального провадження у зв'язку з проведенням антитерористичної операції[79]
  - Про створення вільної економічної зони «Крим» та про особливості здійснення економічної діяльності на тимчасово окупованій території України[80] (див. ВЕЗ «Крим»)
- 14 серпня — Про санкції[81]
- 16 вересня:
  - Про очищення влади[82]
  - Про особливий порядок місцевого самоврядування в окремих районах Донецької та Луганської областей (Закон про особливий статус Донбасу)[83]
- 14 жовтня:
  - Про прокуратуру[84]
  - Про Національне антикорупційне бюро України[85]
  - Про засади державної антикорупційної політики в Україні (Антикорупційна стратегія) на 2014-2017 роки[86]
  - Про запобігання корупції[87]
- 20 жовтня — Про забезпечення прав і свобод внутрішньо переміщених осіб[88].

### ОсновнірішенняКонституційного Суду
- 11 лютого:
  - Справа про право на обов'язкову частку у спадщині повнолітніх непрацездатних дітей спадкодавця[89]
  - Справа про проведення місцевого референдуму в Автономній Республіці Крим[90]
- 20 лютого — Справа про неконституційність «Декларації про незалежність Автономної Республіки Крим і міста Севастополя»[91]
- 15 травня — Справа про строк, на який обирається Президент України[92].

## Померли
- 23 березня — Адольфо Суарес, іспанський державний діяч, голова уряду в 1976—1981 (перший уряд Іспанії після Франко), адвокат.
- 8 травня — Яценко Станіслав Сергійович, науковець-криміналіст, фахівець із порівняльного кримінального права, доктор юридичних наук, професор, член-кореспондент Національної академії правових наук України, суддя Конституційного суду України з 1996 по 16 січня 2002, заслужений юрист України.
- 16 травня — Луцький Іван Михайлович, доктор юридичних наук, доктор філософії, доктор канонічного права.
- 17 липня — Віллем Віттевеен, нідерландський юрист і політичний діяч, доктор права, професор юриспруденції в Університеті Тілбурга. Загинув в авіакатастрофі Boeing 777 біля Донецька.
- 11 листопада — Мироненко Олександр Миколайович, доктор філософських наук, професор, головний науковий співробітник Інституту держави і права ім. В. М. Корецького, дійсний член Української академії політичних наук, член-кореспондент Академії правових наук України, заслужений діяч науки і техніки України, заслужений юрист України.